# Siège de Groenlo (1595)
Pour les articles homonymes, voir siège de Groenlo.
Guerre de Quatre-Vingts Ans
Batailles
- Chronologie de la guerre de Quatre-Vingts Ans
- Valenciennes
- Austruweel
- Rheindalen
- Heiligerlee
- Jemmingen
- Jodoigne
- Brielle
- 1er Flessingue
- Malines
- Goes
- Mons
- Haarlem
- 2e Flessingue
- Borsele
- Zuiderzee
- Alkmaar
- Leyde
- Reimerswaal
- Mook
- Lillo
- Zierikzee
- 1er Anvers
- 1er Bréda
- Gembloux
- Rijmenam
- 1er Deventer
- Maastricht
- 2e Bréda
- Açores
- 2e Anvers
- 3e Anvers
- Boksum
- Zutphen
- 1er Berg-op-Zoom
- Gravelines
- 3e Bréda
- 2e Deventer
- Groningue
- Huy
- 1er Groenlo1
- 2e Groenlo
- Turnhout
- Nieuport
- Ostende
- L'Écluse
- 3e Groenlo
- Saint-Vincent
- Gibraltar
- Saint-Vincent (1621)
- 2e Berg-op-Zoom
- 4e Bréda
- 4e Groenlo
- Matanzas
- Bois-le-Duc
- Abrolhos
- Slaak
- Maastricht
- 5e Bréda
- Cabañas
- Calloo
- Les Downs
- Saint-Vincent (1641)
- Hulst
- Cavite

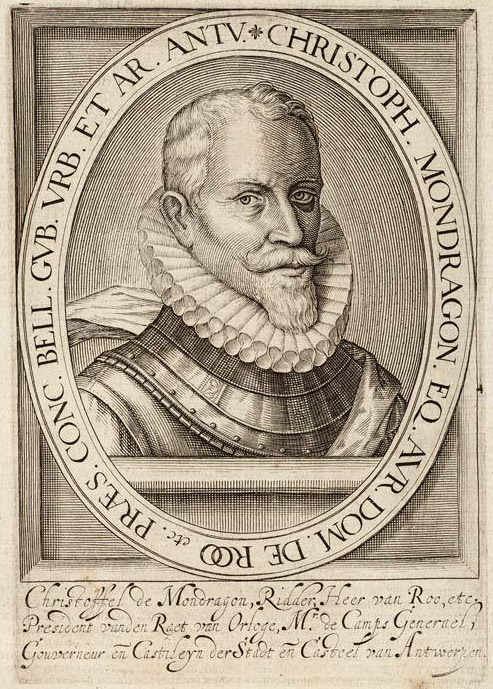
Cristóbal de Mondragón y Otalora

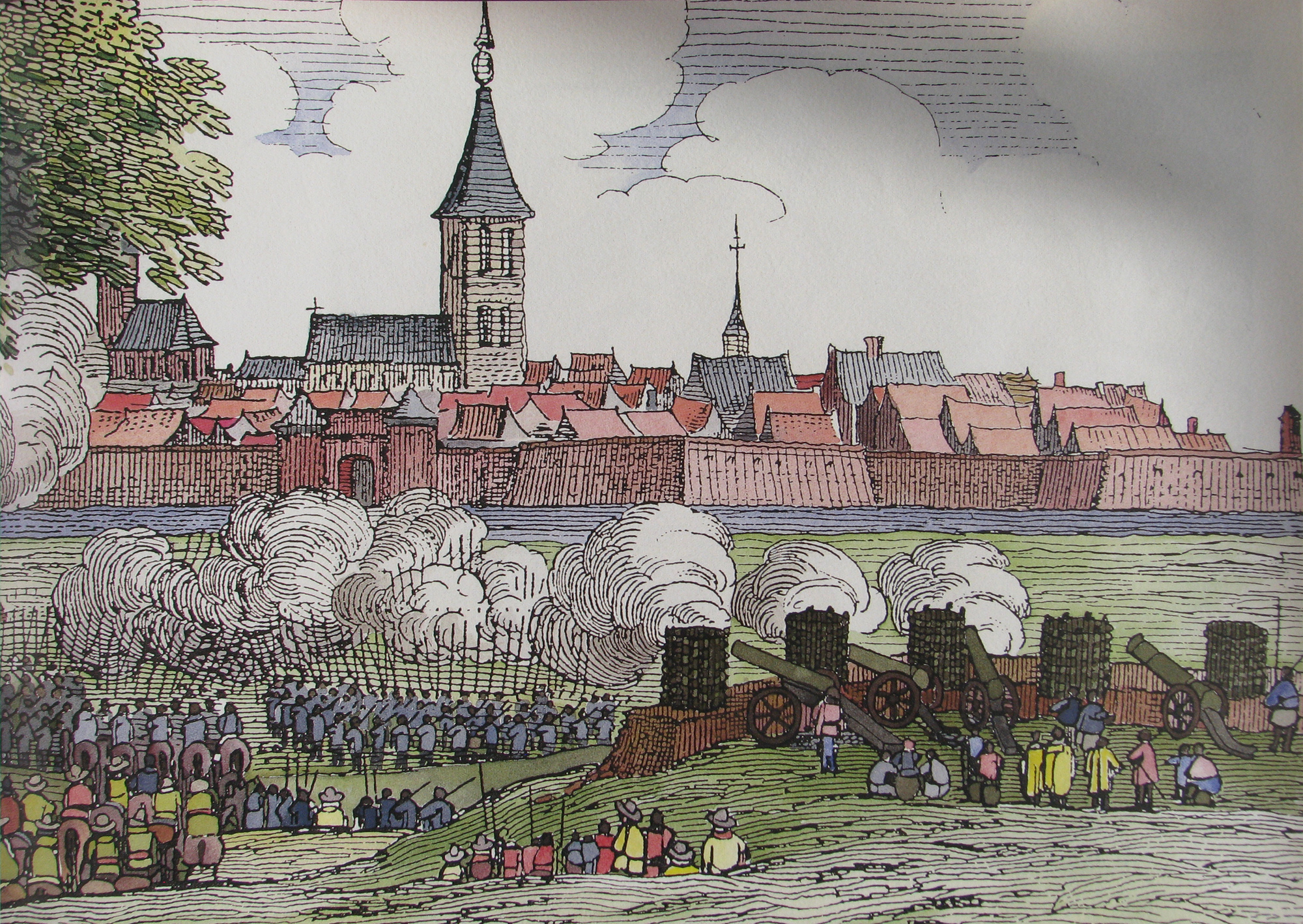
Vue d'artiste du siège

Le siège de Groenlo ou de Grolle en 1595 a été un siège de Groenlo par les forces des Provinces-Unies commandées par Maurice de Nassau durant la guerre de Quatre-Vingts Ans, dans le but de prendre le contrôle de la ville aux dépens de l'Empire espagnol. Il a duré du 14 au 24 juillet 1595. Il s'est terminé lors de l'arrivée d'une force espagnole de soutien avec à sa tête Cristóbal de Mondragón. Maurice a alors dû battre en retraite. Deux ans plus tard, en 1597, Maurice est revenu pour à nouveau assiéger Groenlo et cette fois, prendre la ville.

## Sources
- (en) Cet article est partiellement ou en totalité issu de l’article de Wikipédia en anglais intitulé « Siege of Groenlo (1595) » (voir la liste des auteurs).